# 行き止まりの挽歌
『行き止まりの挽歌』（ゆきどまりのばんか）は、栗本薫のハードボイルド小説。

## 概要
新宿西署のはみ出し者の刑事・梶竜介と、天性の妖婦とも云うべき美少女・沢野未来との奇妙な交情を描く物語。
初出は『野性時代』1981年5月号。全編が一挙掲載されたのち、同年8月31日に角川書店から単行本（ISBN 4-04-872312-X）が刊行された。のち、1983年7月10日に角川文庫版（ISBN 4-04-150004-4）が刊行されている。表紙はともに福田隆義が担当している。
本書を原作とした映画が1988年に製作された。

## あらすじ
深夜の新宿で、一人の男が刺殺された。事件を担当することになった刑事・梶は、被害者の特徴からバンドマンであるとあたりをつけ、捜査を開始した。ほどなく被害者の身元を突き止めた彼は、被害者が働いていたクラブで一人の美少女と出会った。暴走族「ブラッド」の一員であるその少女、沢野未来が事件の犯人であると直感した梶は、同僚の西村とともに沢野を取り調べた。
だが沢野にはアリバイがあり、ほどなく釈放された。それでも梶は沢野が犯人であるとの主張を崩さず、一人執拗に沢野を追った。沢野に対し、卑劣な暴力まで振るって自白を迫る梶だったが、沢野は頑として口を割ることはなかった。
やがて、梶の捜査が新たな殺人を生むこととなり、さらに梶の知らぬところでも同僚の身辺に不穏な影がちらつき始め、梶は次第に窮地に追い込まれていった。そしてついに梶は、上司から捜査から外れるよう命じられた。それに激しく反発した梶は、西村の目の前で驚くべき行動に出るのであった。

## 主要な登場人物
梶竜介
新宿西署の刑事。185cm、90kgの、全身を筋肉に覆われた大男で、暴力刑事として知られる。西署の誰もが顔をしかめて嫌うはみ出し者。
沢野未来
暴走族「ブラッド」のメンバー。小柄でほっそりとした体格。栗色がかった長い髪。長いまつげに縁取られた、淡い茶色の瞳の美少女。
西村
新宿西署の刑事。30代半ばの中背の男。苦労人で人柄がよく、西署では唯一、梶と親しい口をきく。
島田和男
クラブ「ドルフィン」のバンドマン。ベーシスト。何者かに刺殺された。

## 映画
にっかつ製作により『行き止まりの挽歌 ブレイクアウト』のタイトルで映画化され、シネ・ロッポニカ配給で1988年7月30日に全国公開された。主演は藤竜也、監督は村川透が務めており、藤・村川共に1972年を最後に日活退社以来16年ぶりの古巣復帰作となった。本編中ではディスコシーンなどの現実音楽やエンディング曲を除き、BGMが一切用いられていない。
併映は『ころがし涼太 激突!モンスターバス』。

### キャスト
- 梶竜介：藤竜也
- 沢野未来：石野陽子（現・いしのようこ）
- 西村幸治：村上弘明
- 戸田捜査課課長：成田三樹夫
- 西村美也子：岡本舞
- 松尾冴子：一色彩子
- 仲井：中条きよし
- 佐倉捜査課係長：石橋蓮司
- 滝田刑事：山西道広
- 駒村：榎木兵衛
- 黄源次：草薙幸二郎
- 篠原：須藤正裕
- 田川政二：早川雄三
- カズミ：堀内正美
- 福永：団時朗
- 渡部刑事：出光元
- 健二：大村波彦
- 大山鑑識員：鶴岡修
- 江原刑事∶市山登
- 山木刑事∶久保忠郎
- 島田：高岡良平
- バーのママ：山梨ハナ
- 薫：水木薫

ほか

### スタッフ
- 監督：村川透
- プロデューサー：伊地智啓（キティ・フィルム）
- 脚本：柏原寛司
- 原作：栗本薫
- 撮影：矢田行雄
- 照明：三萩国明
- 美術：中澤克巳
- 録音：酒匂芳郎
- 編集：鈴木晄
- 助監督：森谷晃育、工藤雅典、里亮弘
- キャスティング：深沢日出夫
- 演技事務：空閑由美子
- 記録：内田絢子
- 衣装：宮本まさ江
- アシスタントプロデューサー：角田豊
- 製作担当：江島進
- サウンドアドバイザー：鈴木清司
- 挿入曲：「Faces」IX・IX（アルファムーン・レコード）
- 音響効果：斉藤昌利（東洋音響）
- ガン・アドバイザー：納富貴久男、唐澤裕一（BIGSHOT）
- 特殊メイク：原口智生
- 特殊造形：松井裕一
- カースタント：カースタントTA・KA
- 擬斗：國井正廣
- 現像：IMAGICA
- 配給：シネ・ロッポニカ
- 製作：にっかつ